# Полин-нехворощ
{{#ifeq:0|0|{{#if:|{{#if:Artemisiacampestris|[[]}}|}}}}
Полин-нехворощ (Artemisia campestris) — вид рослин з родини айстрових (Asteraceae), поширений у Північній Африці, майже всій Європі, Азії, Північній Америці.

## Опис
Дворічна чи багаторічна трав'яниста рослина (10)30–80(150)0 см заввишки, слабко ароматична. Стебел зазвичай 1–5, стають червонувато-коричневими, (часто ребристі), увігнутий або голі. Листки стійкі або опадають, переважно базальні; прикореневі пластини 4–12 см, стеблові поступово зменшені, 2–4 × 0.5–1.5 см, 2–3-перисто-лопатеві, лопаті від лінійних до вузько-довгастих, верхівки гострі, обличчя щільно до рідко-опушені. Віночки блідо-жовті, рідко волохаті або голі. Плоди довгасто-ланцетоподібні, 0.8–1 мм, слабожильні, голі.

## Поширення
Поширений у Північній Африці, майже всій Європі, Азії (Туреччина, Вірменія, Азербайджан, Росія, Казахстан), Північній Америці.

## Галерея

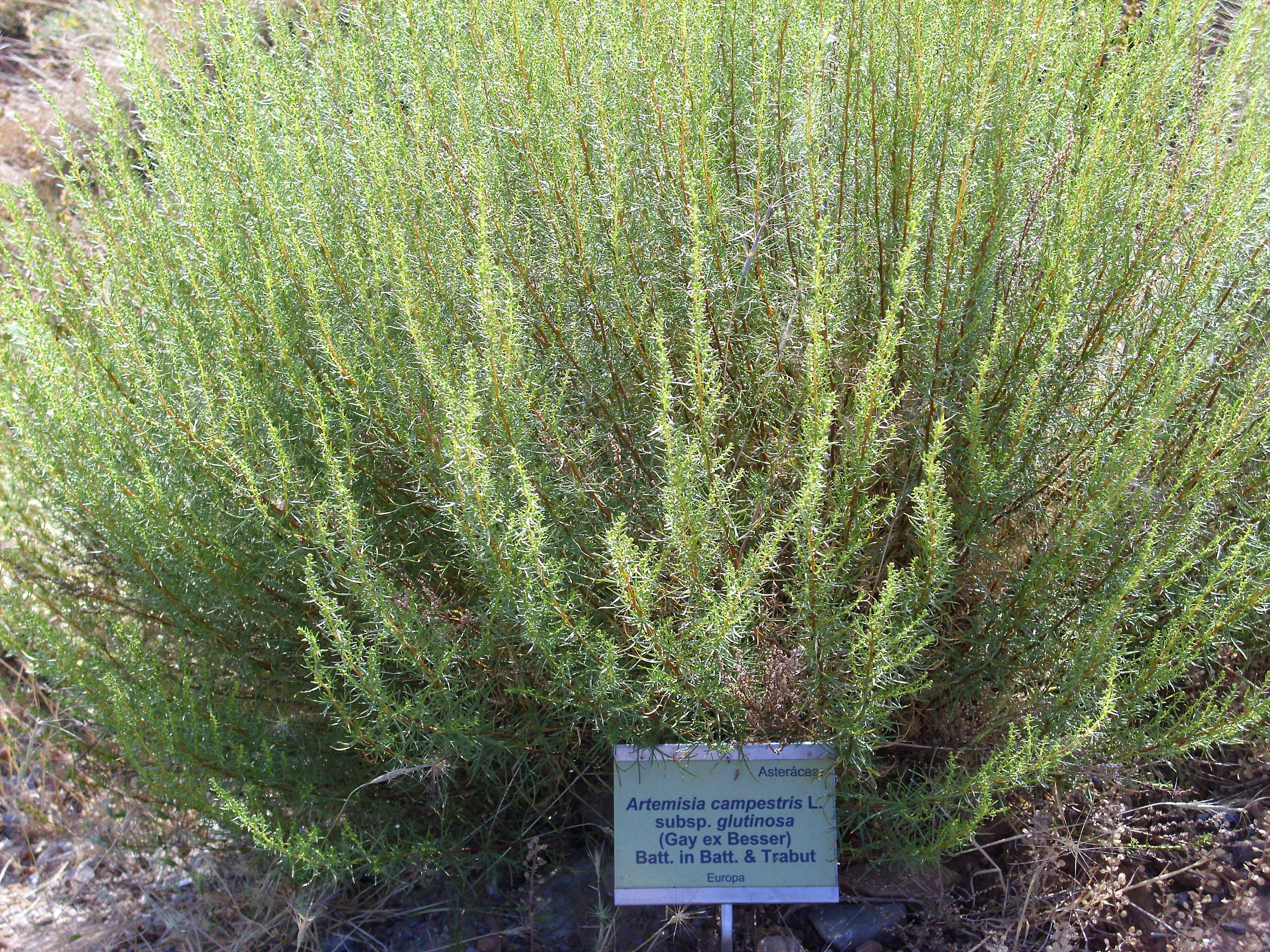
рослина
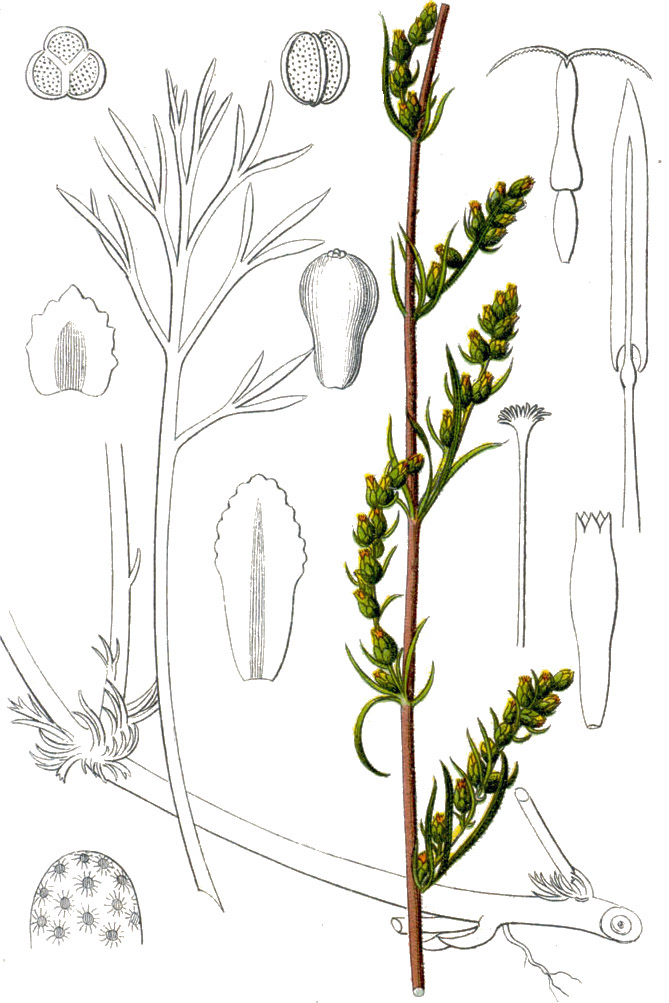
ілюстрація